# Kap Christmas
Das Kap Christmas (in Argentinien Punta Navidad, in Chile Cabo Christmas) ist ein 320 m hohes und steil abfallendes Felsenkap an der Black-Küste des Palmerlands auf der Antarktischen Halbinsel.
Es markiert die Nordseite der Einfahrt zum Wüst Inlet.
Teilnehmer der United States Antarctic Service Expedition (1939–1941) entdeckten und fotografierten es im Dezember 1940 aus der Luft. Weitere Luftaufnahmen entstanden 1947 bei der Ronne Antarctic Research Expedition (1947–1948), die zudem in Zusammenarbeit mit dem Falkland Islands Dependencies Survey (FIDS) die geodätische Vermessung vor Ort vornahm. Der FIDS benannte das Kap so, weil das Zusammentreffen mit den Wissenschaftlern der Ronne Antarctic Research Expedition hier am ersten Weihnachtsfeiertag 1947 stattfand.